# Arbonia-Forster
Arbonia AG (anciennement Arbonia-Forster-Holding AG) est une entreprise Suisse qui fait partie des plus grands équipementiers du bâtiment en Europe. Son siège est à Arbon dans le canton de Thurgovie en Suisse.
L'entreprise cotée au SWX est structurée en quatre divisions :
- Technique de chauffage et sanitaires
- Cuisines et réfrigération
- Technique du traitement de l'acier
- Fenêtres et portes.

L'entreprise possède des centres de production en Suisse, en Allemagne et en République tchèque et est active dans plus de 80 pays au travers de ses grandes marques qui sont : Arbonia, Kermi, Prolux, Forster, Piatti et EgoKiefer.

## Actionnaires
Liste des principaux actionnaires au 2 janvier 2022 :
| Nom                                          | %      |
| -------------------------------------------- | ------ |
| Michael Pieper (en)                          | 22,1 % |
| Leo Looser                                   | 3,03 % |
| UBS Asset Management Switzerland             | 3,00 % |
| M&G Investment Management                    | 2,99 % |
| Dimensional Fund Advisors                    | 2,49 % |
| Vontobel Asset Management                    | 1,92 % |
| Norges Bank Investment Management            | 1,77 % |
| The Vanguard Group                           | 1,66 % |
| Mirabaud Asset Management (Suisse)           | 1,59 % |
| Zürcher Kantonalbank (Investment Management) | 1,13 % |